# اومئا آی‌کی
اومئا آی‌کی یکی از باشگاه‌های فوتبال واقع در شهر اومئا سوئد است.
این باشگاه در سال ۱۹۱۷ به عنوان یک باشگاه ورزشی عمومی تأسیس شد و در بخش زنان از سال ۱۹۸۵ کار خود را آغاز کرد. در سال ۱۹۹۶ این تیم به لیگ برتر دامال سوئنسکان راه یافت. در سال بعد به دستهٔ پایین‌تر
سقوط کرد. در سال ۱۹۹۸ دوباره به لیگ برتر بازگشت و از آن پس در لیگ برتر باقی‌ماند.
اوم ایکو دارای هفت قهرمانی لیگ سوئد (در سال‌های ۲۰۰۸و۲۰۰۷ ،۲۰۰۶، ۲۰۰۵، ۲۰۰۲، ۲۰۰۱، ۲۰۰۰) است.
همچنین این تیم دو بار در سال‌های ۲۰۰۳و ۲۰۰۴ قهرمانی یوفای زنان را بدست آورده است و در سال‌های ۲۰۰۲و۲۰۰۷و۲۰۰۸ نیز نایب قهرمان این رقابت‌ها شده است. اوم ایکو بازی‌های خانگی خود را در ورزشگاه گملیا ولن و در اومئا انجام می‌دهد. رنگ پیراهن اصلی این تیم سیاه و زرد است.